# Montemaggiore Belsito
Montemaggiore Belsito ist eine Stadt der Metropolitanstadt Palermo in der Region Sizilien in Italien mit 2893 Einwohnern (Stand 31. Dezember 2023).

## Lage und Daten
Montemaggiore Belsito liegt 74 Kilometer südöstlich von Palermo. Die Einwohner arbeiten hauptsächlich in der Landwirtschaft.
Die Nachbargemeinden sind Alia, Aliminusa, Caccamo, Cerda, Sclafani Bagni und Termini Imerese.

## Geschichte
Die Stadt wurde im 17. Jahrhundert gegründet. 

## Sehenswürdigkeiten
- Kirche SS. Crocifisso

## Persönlichkeiten
- Mercurio Maria Teresi (1742–1805), Geistlicher und römisch-katholischer Erzbischof von Monreale